# Козлов Григорій Іванович
Григорій Іванович Козлов (нар. 14 січня 1912, село Торошковичі, тепер Лузького району Ленінградської області, Російська Федерація — 7 квітня 1968, місто Ленінград, тепер місто Санкт-Петербург, Російська Федерація) — радянський діяч, голова виконавчого комітету Ленінградської обласної ради депутатів трудящих, 1-й секретар Ленінградського сільського обласного комітету КПРС. Член Центральної Ревізійної Комісії КПРС у 1961—1966 роках. Кандидат у члени ЦК КПРС у 1966—1968 роках. Депутат Верховної Ради СРСР 6—7-го скликань.

## Життєпис
Народився в селянській родині.
У 1930 році закінчив Мордвиновський технікум тваринництва Ленінградської області. У 1932 році закінчив Ленінградські вищі зоотехнічні курси.
У 1932—1944 роках — зоотехнік, старший зоотехнік, головний зоотехнік радгоспу, заступник керуючого, керуючий свинарського тресту Ленінградської області.
Член ВКП(б) з 1943 року.
У 1944—1946 роках — в Ленінградському обласному комітеті ВКП(б).
З 1946 року — на радянській роботі.
У 1955—1959 роках — начальник Головного управління радгоспів Ленінградської зони.
У 1959 — жовтні 1961 року — начальник Ленінградського обласного управління сільського господарства; начальник Ленінградського обласного управління радгоспів.
У жовтні 1961 — січні 1963 року — голова виконавчого комітету Ленінградської обласної ради депутатів трудящих.
7 грудня 1962 — 15 січня 1963 року — голова Організаційного бюро Ленінградського обласного комітету КПРС із сільськогосподарського виробництва.
15 січня 1963 — 15 грудня 1964 року — 1-й секретар Ленінградського сільського обласного комітету КПРС.
У грудні 1964 — 7 квітня 1968 року — голова виконавчого комітету Ленінградської обласної ради депутатів трудящих.
Помер 7 квітня 1968 року в Ленінграді. Похований на Богословському цвинтарі Ленінграда (Санкт-Петербурга).

## Нагороди
- орден Леніна
- два ордени Трудового Червоного Прапора
- два ордени «Знак Пошани»
- медаль «За трудову доблесть»
- медалі